# Gotika

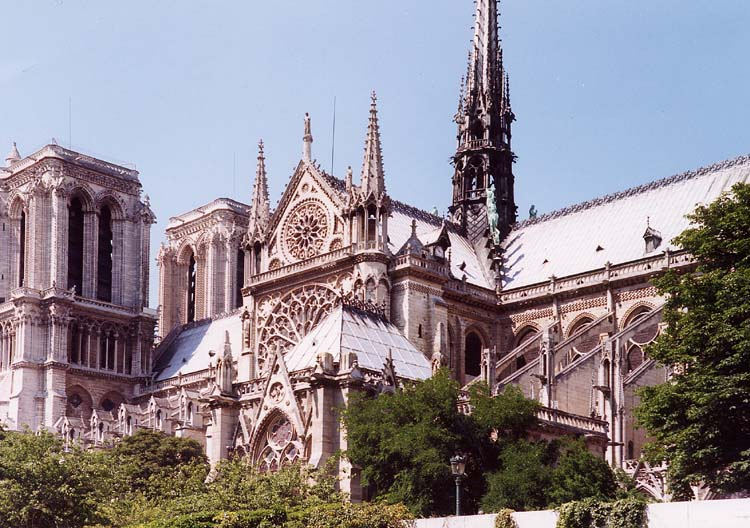
Pohled od Seiny na Katedrálu Notre-Dame v Paříži

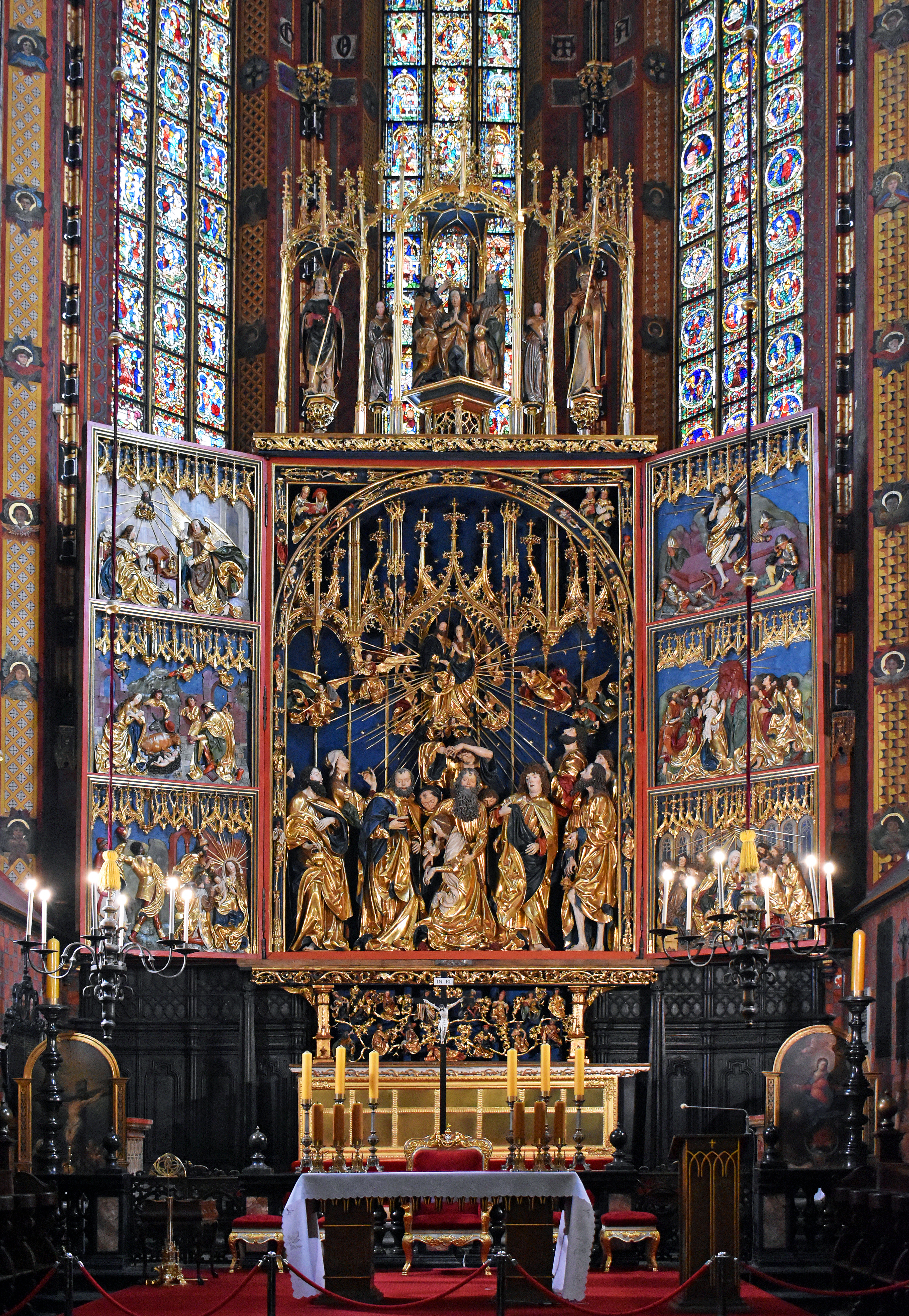
Gotický oltář z pozdního 15. století z Mariánského kostela v Krakově

Gotika je umělecký sloh pomalu navazující na sloh románský. Začíná se projevovat od druhé poloviny 12. století a pokračuje ve vrcholném středověku zhruba po další tři staletí. V českých zemích nastupuje i ustupuje gotika o něco později. V Německu a střední Evropě trvala až do počátku 16. století, kdy se v Itálii a Francii již prosadila následující renesance. Ta se z gotiky nevyvinula, ale naopak se ji snažila popřít a při svém vývoji se opírala o antické dědictví.

## Vznik
Termín gotika nebo gotický se vztahuje ke Gótům. Předcházející epoše jej přisoudil s opovržením Giorgio Vasari a další italští humanisté; „gótské“ umění pro ně znamenalo asociaci primitivního či barbarského. Ve Francii byl tento sloh nazýván „style ogival“ – sloh lomený.
Gotický sloh vznikl postupným vývojem ze slohu románského. Počátky gotického slohu začínají ve Francii a jsou spojeny s vybudováním opatství v Saint-Denis poblíž Paříže. Ve vzniklém stylu je i proto do jisté míry obsažena filosofie směřování k Bohu, která je po formální stránce vyjadřována vertikalismem, oproti románskému slohu došlo především u staveb také k značnému prosvětlení a „odhmotnění“. Gotika na rozdíl od románského slohu již nedosáhla plného rozšíření po celé Evropě, ale spíše v její západní a centrální části. Vliv gotiky na územích s vlivem pravoslavné církve na tamější umělecké cítění byl značně limitovaný.

## Hudba
Hudba v gotickém stylu vznikla na území Francie a zařazujeme ji do období 12.–14. století (v Čechách do 1. čtvrtiny 16. století).
Jedná se o období, kdy byly podnikány křížové výpravy do Orientu. Kontakt s Orientem se pak projevil značně i v hudbě, převážně ve složce instrumentální.
Nové nástroje, na které se hrálo, byly hlavně arabského původu. Jednalo se o alud (lauda = loutna), zurna (= šalmaj – plátkový nástroj), dále pak různé typy fléten, bicích a strunných nástrojů. Oblíbená byla například daidra (= tamburína s plíšky), rybebky (= housle), rebce (= housličky) a al rebab (= arabské housličky které jsou potaženy kůží).
Hudbu gotiky lze rozdělit do tří období:
1. ars antiqua („starý“, do roku 1300)
2. ars nova („novější“, od 1300 do 1430)
3. ars subtilior („zjemnělý“, od 40. let 15. stol.)

## Móda
Tehdejším módním trendem byly u mužů dlouhé špičky bot a dlouhé rukávy. Špičky byly dlouhé podle toho, jak vysoké je mužovo postavení ve společnosti – čím vyšší postavení, tím delší špičky (jestliže byly špičky příliš dlouhé, muži si je zavazovali kolem holení nebo kotníků). Vyšší límec u mužů značil příslušnost k vyšší společenské třídě.
Ženy se často odívaly do šatů s tzv. „rozstřiženými rukávy“. Na hlavách nosily buď vysoké čepice, které připomínaly kužel (často zdobený závojem, který vykukoval ze špičky klobouku), nebo roušky, které měly různými způsoby ovázané kolem hlavy. Ženy v této době nosily henniny – dlouhé a vysoké „klobouky bílé paní“.

## Architektura

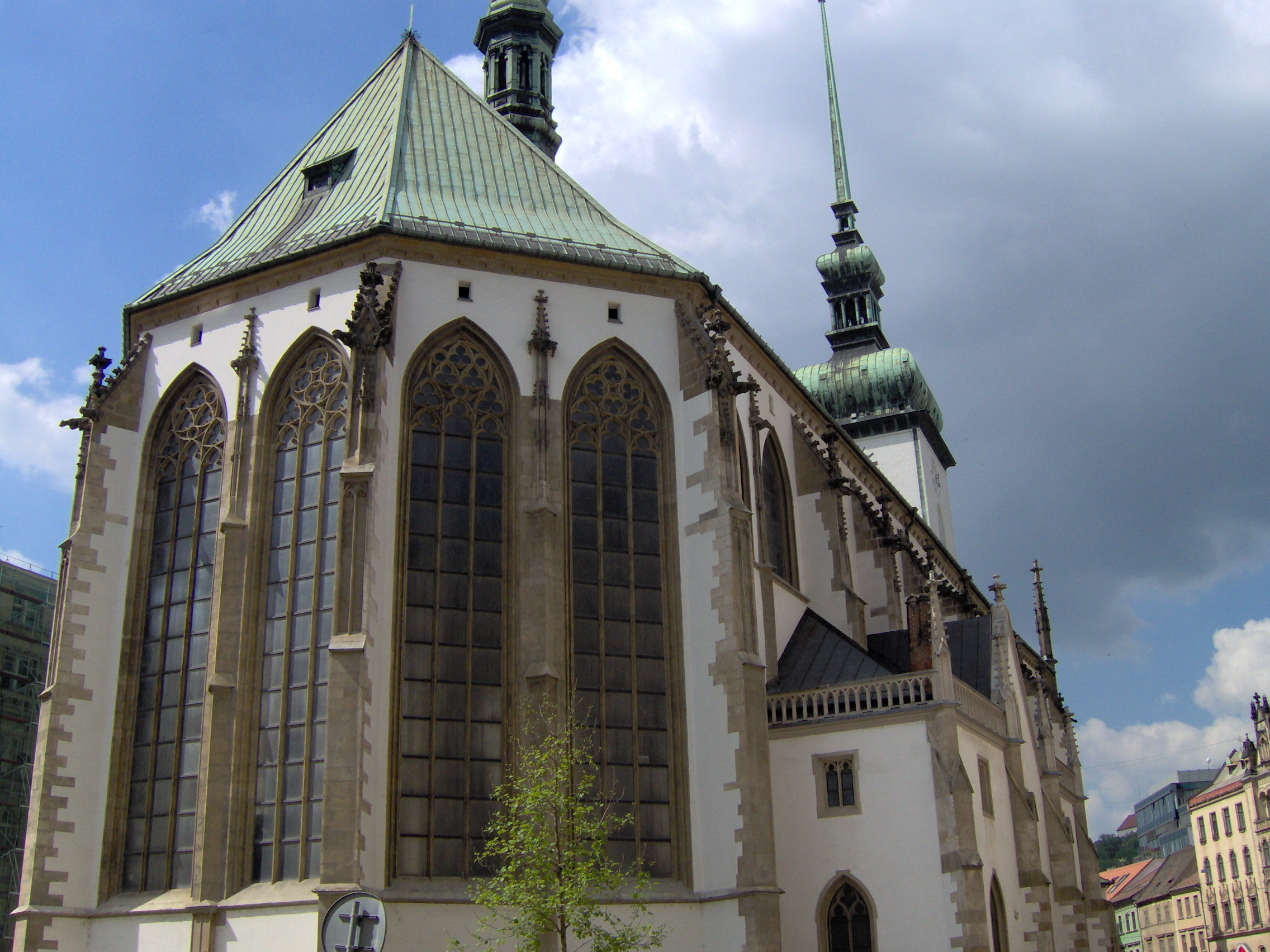
Lomené oblouky a fiály na kostele sv. Jakuba v Brně

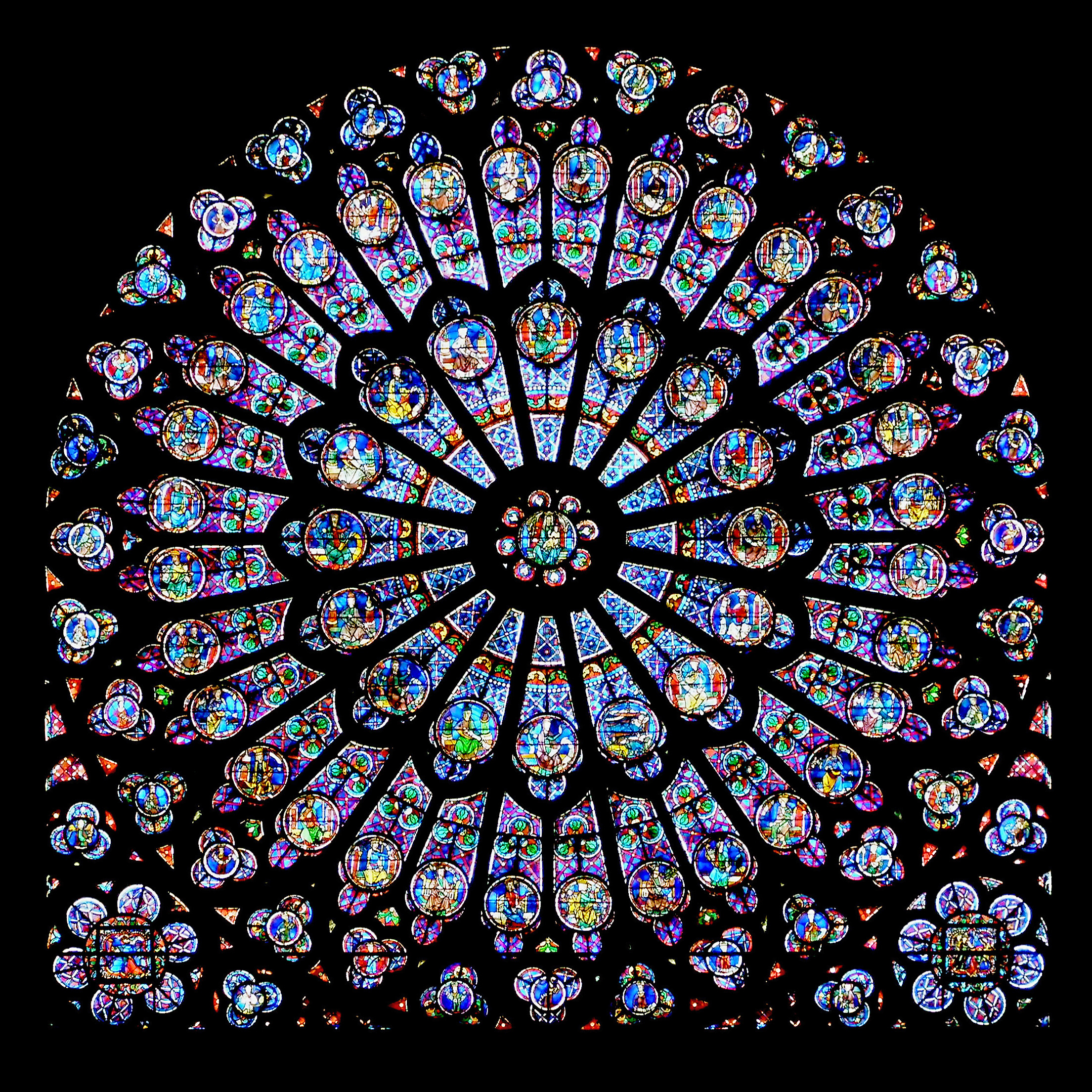
Rozeta na katedrále Notre-Dame v Paříži

Vznikají mohutné stavby jako např. mnohé katedrály, ale i stavby menšího charakteru.
Znaky architektury:
1. Vertikalismus – v samotné stavbě i v jednotlivých jejích částech. Protažení do výšky a zúžení. Optický dojem odhmotnění a přiblížení k Bohu.
2. Lomený oblouk, který prochází vývojem od širokého a méně lomeného až k vysokému ostře zalomenému. Tento oblouk je používán v oknech, portálech a všech zdobných částech stavby, i v uměleckém řemesle. Podle tvaru oblouku lze určit i léta vzniku.
3. Vnitřní opěrný systém, který se skládá z klenebních žeber svedených do přípor předsazených před pilíři. Váha stropu je tak převedena do úzkých partií, což umožnilo postupně odlehčit zdi a zaplnit je rozsáhlými okenními plochami. Nejpokročilejším příkladem je soukromá královská kaple Sainte Chapelle v Conciergerie v Paříži, která bývá nazývána gotickým skleníkem. Klenební žebra v průběhu vývoje gotiky ztratila nosnou funkci a stala se dekorativním prvkem.
4. Vnější opěrný systém používaný zejména u gotických katedrál je pomocným činitelem podpírajícím z vnější strany pilíře, které zachycují tlak klenby. Skládá se z opěrných oblouků a opěrných pilířů.
5. Mezi nejrozšířenější zdobné prvky patří fiály (drobné věžičky), které zdobily střechu i umělecké řemeslo. Dalším oblíbeným prvkem byly chrliče (fantastické hlavy s otevřenou hubou, které chrlily vodu stékající ze střech), posledním znakem jsou tzv. rozety, kruhová zdobená okna.

První gotické katedrály vznikly ve Francii: Notre Dame v Paříži, Notre Dame v Remeši, katedrála v Chartres (nejvíce zdobena sochařskými díly, např. v portálu jsou umístěni světci katedrály v Chartres – 6 a 6 apoštolů).
Pro gotiku každého evropského státu se na první pohled stalo něco charakteristickým. Např. v Německu se stavěly stavby z kvalitních cihel a neomítaly se. V Anglii byly stropy vyzdobeny tzv. síťovou klenbou, velmi složitou, ale mnohdy řešenou jen ornamentálně. Italská gotika (Dóžecí palác v Benátkách) je zvláštní především ornamentem na fasádě připomínajícím prvky Středního východu. Česká gotika dosáhla vynikající světové úrovně, zvláště v oblasti malířské (částečně i sochařské) je ceněna na nejpřednějším místě.

## Sochařství

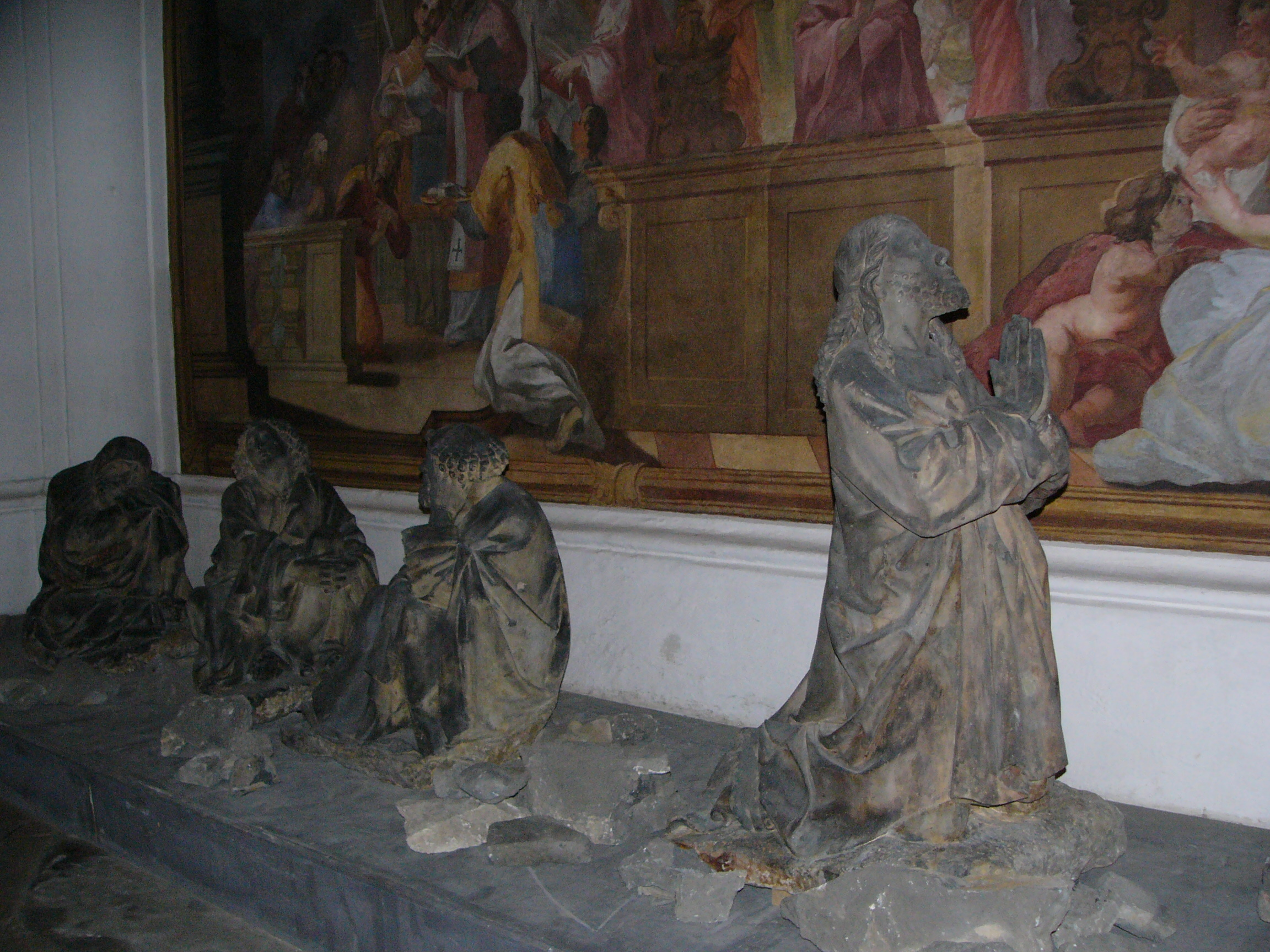
Sousoší Kristus na hoře Olivetské z Olomouce z 15. století patří k nejvýznamnějším dílům středoevropské pozdní gotiky

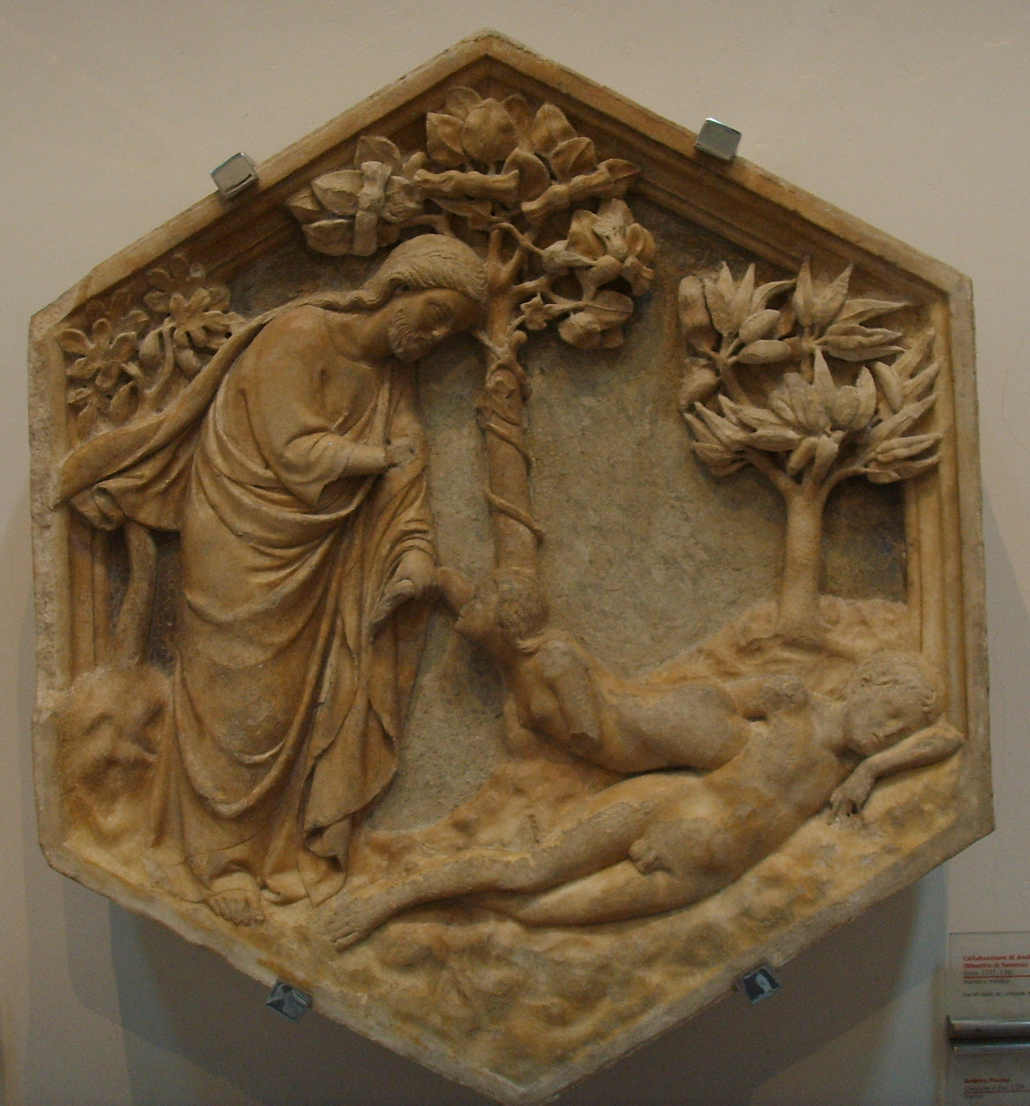
Andrea Pisano, Stvoření Evy, Campanilla Santa Maria del Fiore, Florencie

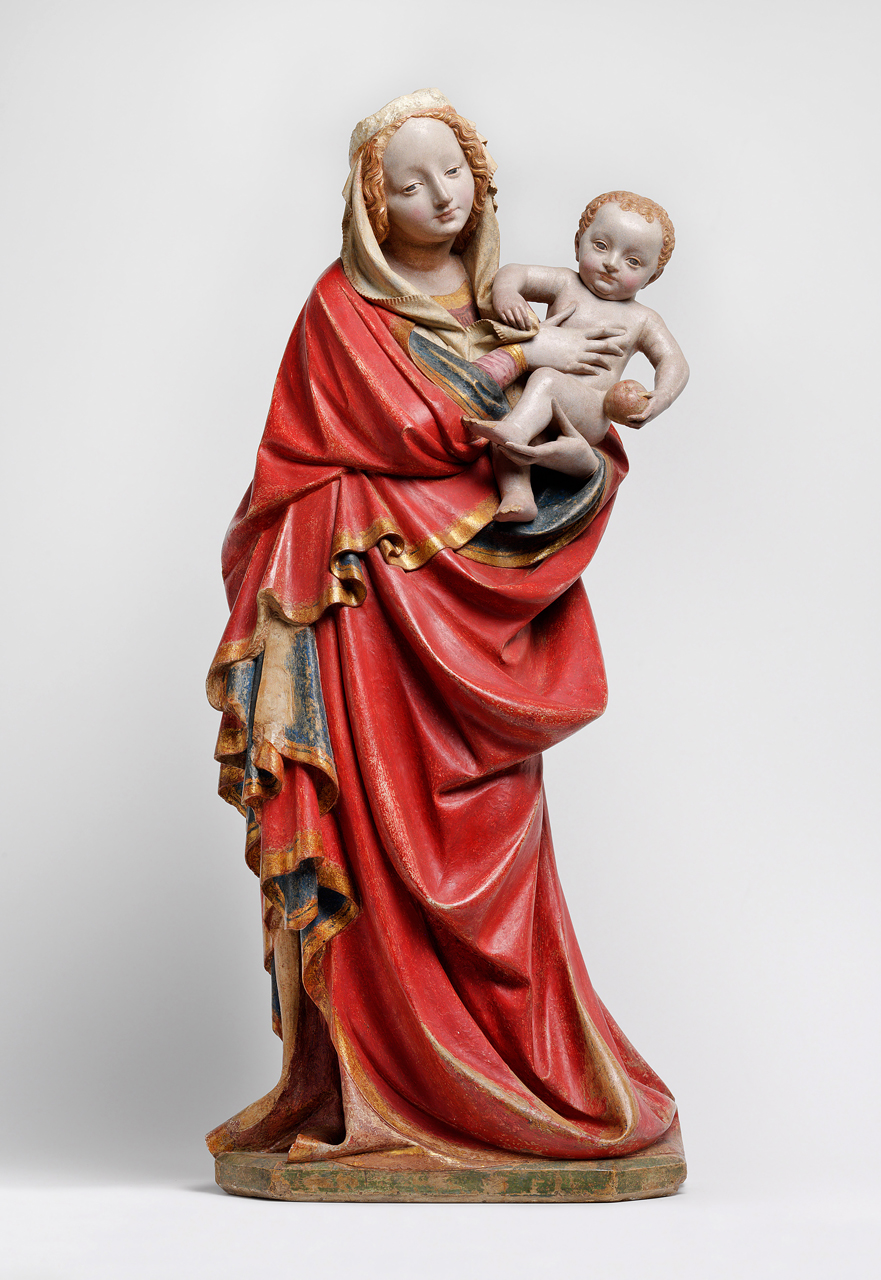
Šternberská Madona, Muzeum umění Olomouc

První sochařské projevy byly pouhým doplňkem architektury. Zcela v tendenci ideálů gotiky převládala vertikalita – v celém těle a zvláště v drapérii. Sochy nestály volně v prostoru, ale jakoby byly přilepeny přímo k architektuře. Stalo se zvykem, že v průčelí chrámů u portálů se tesaly sochy apoštolů po pravé i levé straně (6 a 6). Postupem doby se socha dostává na oltář i na zeď.
Vrcholným projevem gotického výtvarného umění byla zpodobení Panny Marie. Zobrazovala se buď jako madona s malým Ježíškem nebo později jako pieta – truchlící matka s mrtvým Kristovým tělem, sejmutým z kříže, v klíně (z italského pietà – lítost). Sochy a obrazy s tímto námětem se vztahovaly ke dvěma významným okamžikům života Ježíše Krista, jeho narození a úmrtí. Pro postavy, které zobrazovalo gotické sochařství a malířství, bylo rovněž typické směřování vzhůru – byly vysoké a štíhlé, mírně prohnuté do tvaru písmene S. Jejich tváře se vyznačovaly novým rysem. Nacházíme v nich výrazy zcela pozemských lidských citů, prosté radosti nebo velkého utrpení. Ztvárnění Ježíše jako nemluvněte odpovídá středověkému chápání dítěte jako malého dospělého člověka. Dalším typickým námětem byl Kristus na kříži (krucifix) a apoštolové se svými atributy. Materiálem byl buď kámen, nebo byly sochy vyřezávány z lipového dřeva často velmi schopnými řezbáři. Socha se potahovala jemným plátnem, které přilehlo, a potom se polychromovala (barvila). Postupně pozorujeme tendenci realismu, pohybu a přibližování se ke všemu, co bylo v umění starších evropských civilizací původně známo.
Množství gotických soch překonalo věky a v současné době se nacházejí v muzeích a galeriích. Zhotovené kopie stojí na reálných místech. Andrea Pisano vytvořil relief s motivy ze života Ježíše Krista

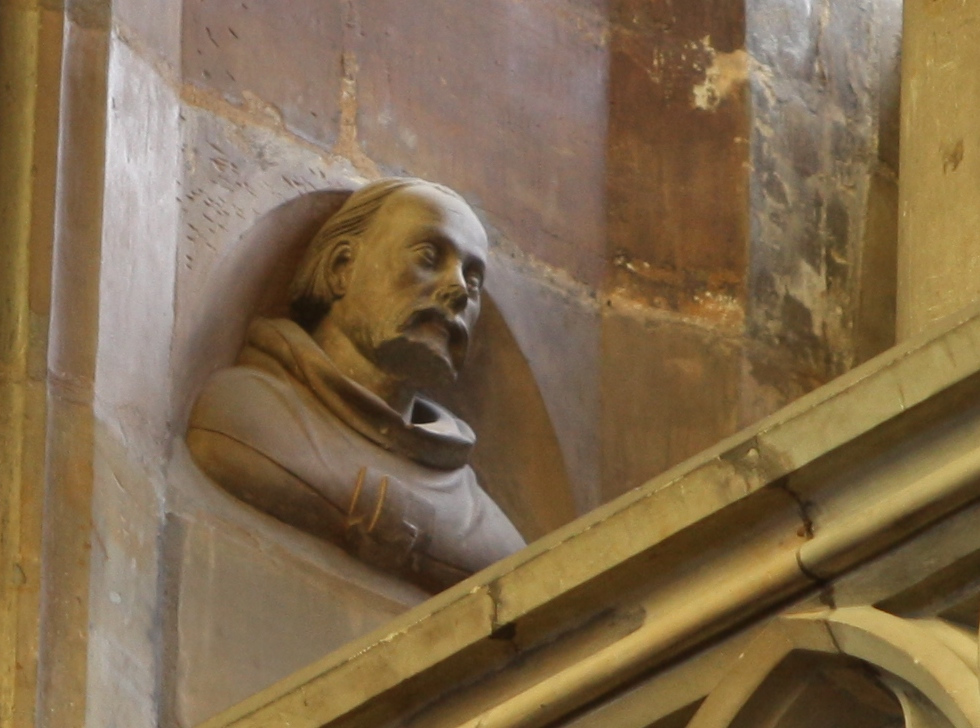
Petr Parléř, triforium chrámu sv. Víta

Ve světovém měřítku sehrála zvláštní roli parléřovská stavební huť svatovítská a zřejmě první sochařský autoportrét v dějinách umění.

## Malířství
Pro gotické malířství je příznačné řešení napětí mezi náboženskými výjevy a všedním životem. Zobrazení posvátného dění se stává přístupnější lidem a přirozenější, objevuje se více postav, realistické zachycení utrpení, scénické vývoje dějů.
Hlavními náměty nadále zůstávají devoční a oltářní obrazy společně s rozsáhlými cykly legend ze života svatých. Na obrazech se však nově objevují konkrétní přírodní objekty a předměty, zpočátku v roli atributů, později jejich význam roste a dochází k jejich osamostatnění. Vznikají tak první zátiší a rané krajinomalby (např. spojené s tématem Útěku do Egypta apod.). Rovněž na obrazech světců získává krajina postupně dominantní prostor.
Na obrazech se stále častěji objevují zadavatelé zakázek (donátoři), zpočátku v podobě jedné z mnoha postav, postupně získávají v podobě domácích diptychů dokonce rovnocenný prostor s vybraným světcem či náboženským výjevem. Jedná se zde o předstupeň budoucího rozvoje portrétního malířství.
Od rané gotiky se rovněž začíná objevovat i jiná než náboženská tematika (viz např. monumentální krajinné panoráma Ambrogia Lorenzettiho pro sienskou radnici s tématem Dobrá vláda či velmi známý dvojportrét manželů Arnolfiniových Jana van Eycka).
Hlavními centry gotického malířství byly na jedné straně severní Itálie (Duccio di Buoninsegna, Cimabue, Simone Martini, Giotto di Bondone, Bernardo Daddi, Andrea di Bonaiuto da Firenze, Pietro a Ambrogio Lorenzetti, Orcagna, Gentile da Fabriano), na druhé straně Francie Bratři z Limburka a dnešní Nizozemí (Melchior Broederlam, Hubert van Eyck a Rogier van der Weyden). Jejich následovníci již patří k zakladatelům renesanční malby (Jan van Eyck, Hans Memling, Hieronymus Bosch). V českých zemích došlo k velkému rozvoji gotické malby ve 14. století, kdy tvořili naši nejvýznamnější umělci (Mistr třeboňského oltáře, Mistr vyšebrodského oltáře, Mistr Rajhradského (olomouckého) oltáře, Mistr Theodorik).
Gotický sloh pronikal od počátku 14. století nejprve do knižní malby, která sloužila jako vzor pro malbu nástěnnou. Nejranějšími památkami gotické knižní malby jsou chorální knihy Alžběty Rejčky (kolem 1323) a Pasionál abatyše Kunhuty (1313–1321). Po zdomácnění gotického slohu ovlivňovala nástěnnou malbu i malba desková.
- Obrazy deskové se malovaly na dřevěné desky složené z malých přesně opracovaných špalíčků tvrdého dřeva prokládaných a lepených do kříže v několika vrstvách.
- Fresky (obrazy malované do vlhké omítky) jsou druhým typem používané výtvarné tvorby. Zde přibývá i světská tematika, která líčí život krále či šlechty a boje. Např. z jedné malby na Karlštejně známe nejpřesnější obraz Karla IV., který je bohužel v určitém rozporu se sochou Karla IV. od Petra Parléře.

## Galerie

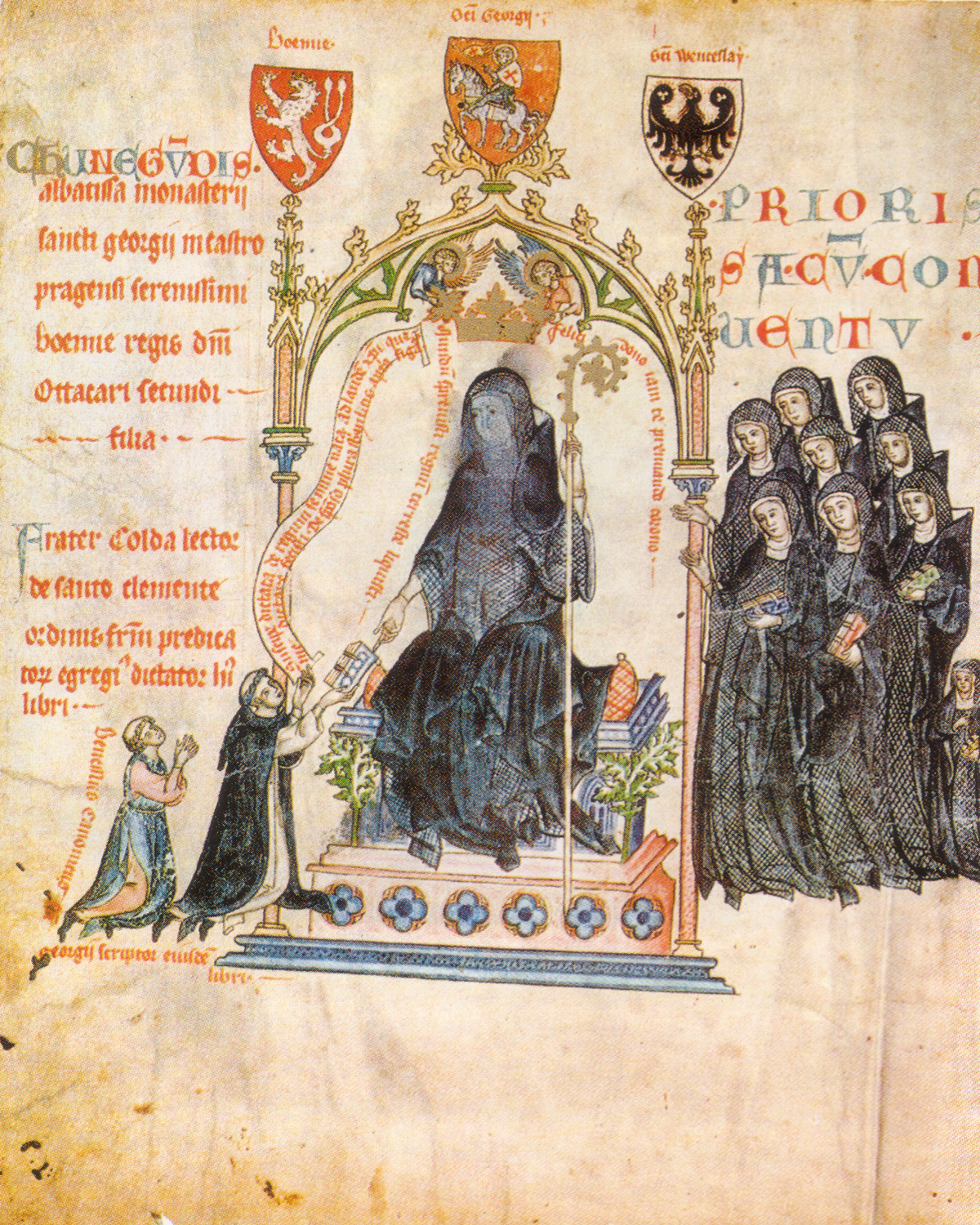
Pasionál abatyše Kunhuty
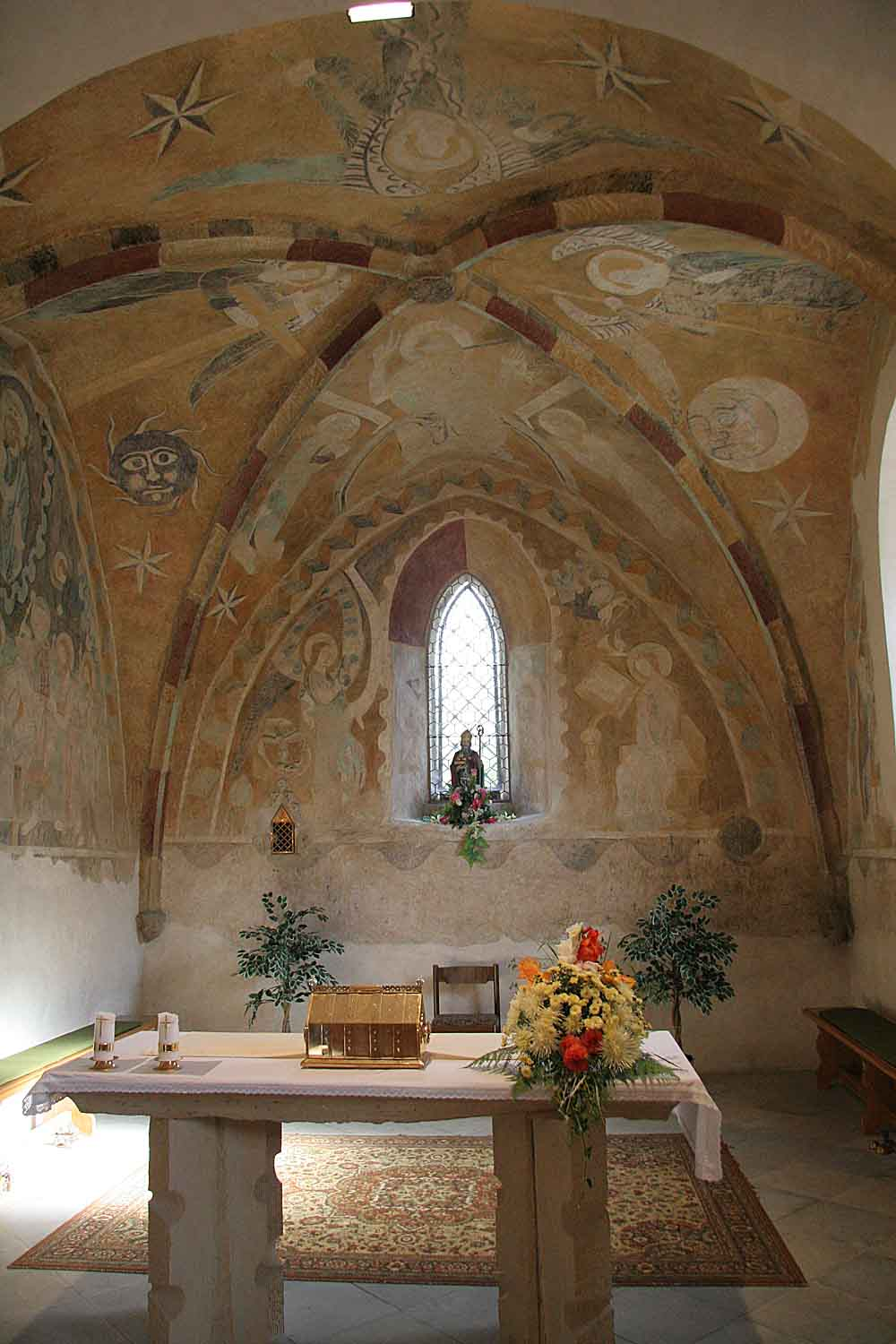
Starý Svojanov Kostel sv. Mikuláše
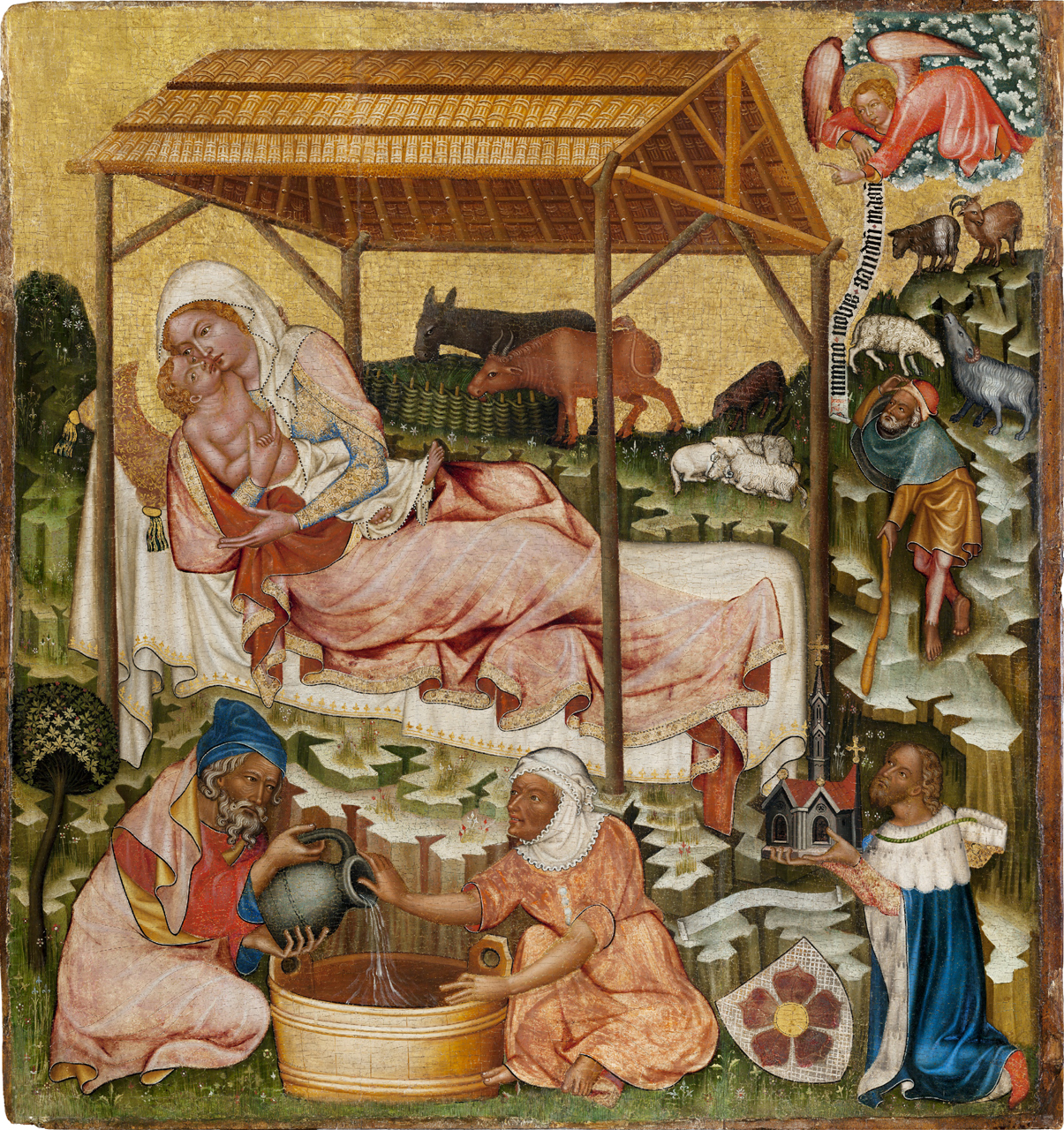
Oltář třeboňský, Zmrtvýchvstání Krista, 132 × 92 cm, Národní galerie v Praze
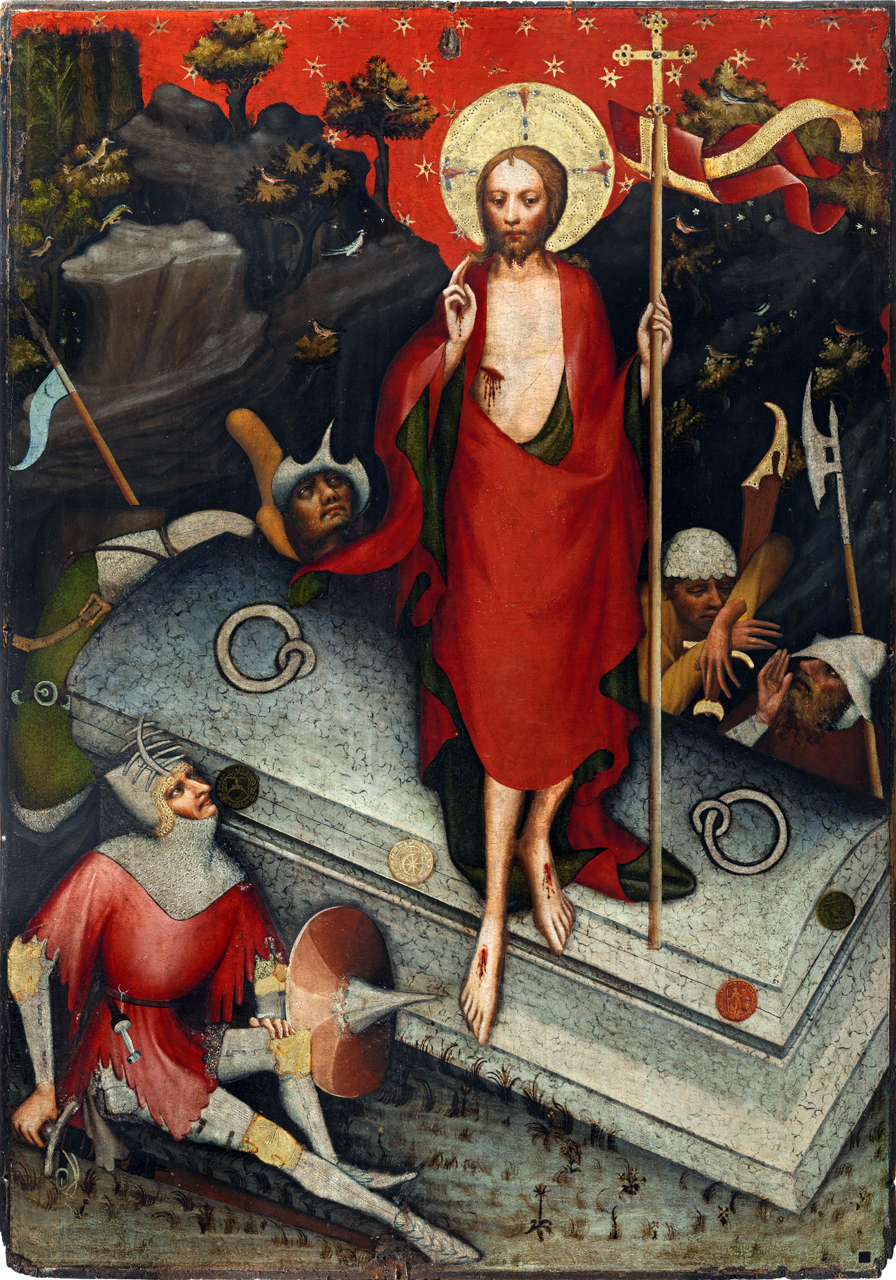
Oltář třeboňský, Zmrtvýchvstání Krista, 132 × 92 cm, Národní galerie v Praze
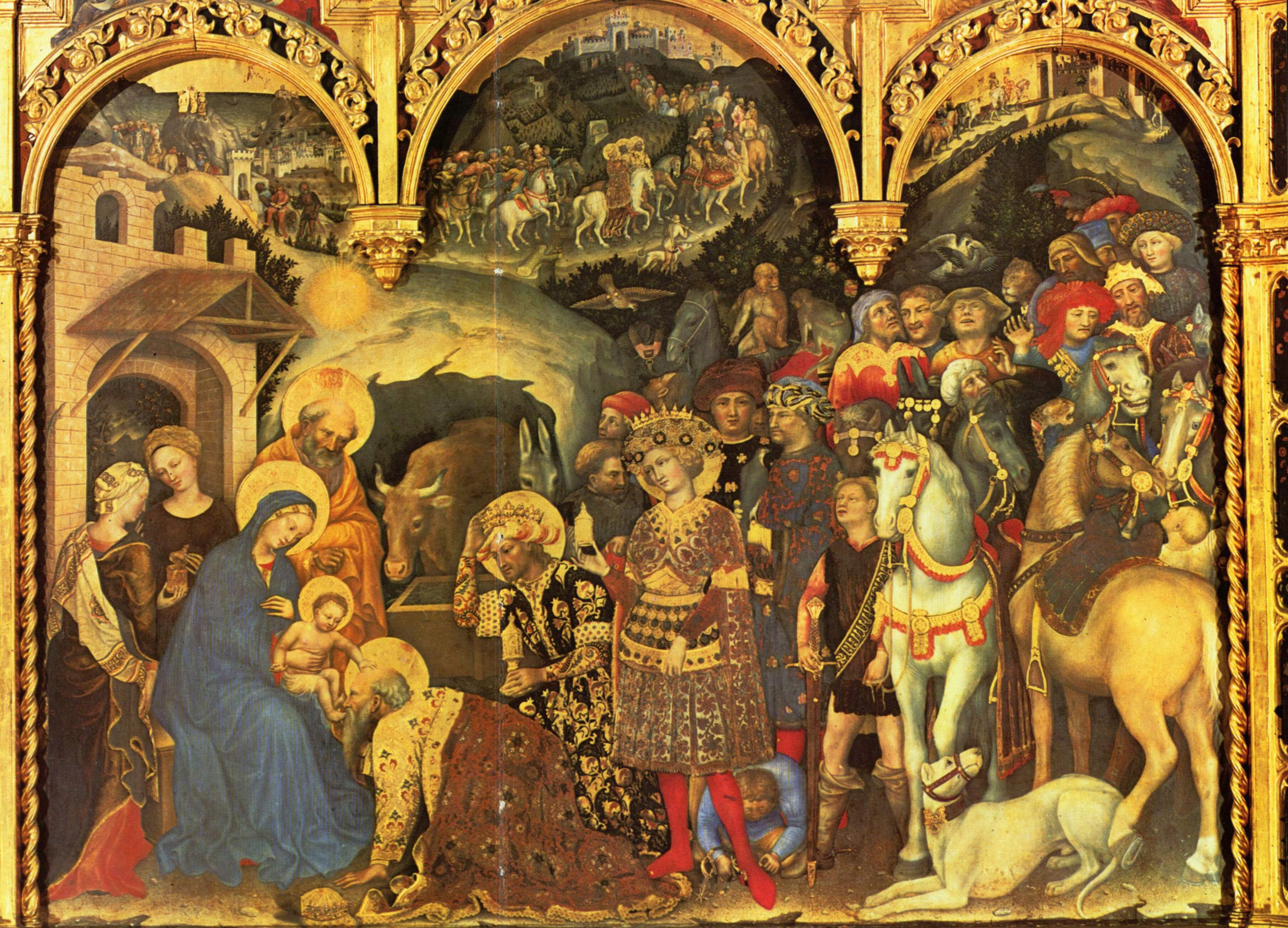
Klanění tří králů od Gentila de Fabriana